# Tarenna drummondii
Tarenna drummondii là một loài thực vật thuộc họ Rubiaceae. Loài này có ở Kenya và Tanzania ở Đông Phi.